# 亞美尼亞禮天主教利沃夫總教區
亞美尼亞禮天主教利沃夫總教區（拉丁語：Archieparchia Leopolitana Armenorum）是烏克蘭一個東儀天主教總教區（亞美尼亞禮）。

## 歷史
總教區成立於1361年，1630年與天主教會共融。1742年改屬宗主教區。1938年最後一任總主教死後，教座出缺。1954年宗座署理也死於勞改營。